# استئورن
استئورن (انگلیسی: Steorn) شرکت فناوری ایرلندی بود که در سال ۲۰۰۰ تأسیس و در سال ۲۰۱۶ منحل شد. 